# Radosław (województwo dolnośląskie)
Radosław – wieś w Polsce położona w województwie dolnośląskim, w powiecie górowskim, w gminie Góra.

## Podział administracyjny
W latach 1975–1998 miejscowość położona była w województwie leszczyńskim.